# Pierre Barbette
Pierre Barbette († 3. Oktober 1298) war ab 1274 Erzbischof von Reims.

## Leben
Pierre Barbette war Angehöriger der Familie Barbette als Bruder von Étienne Barbette (I.) und der Onkel von Étienne Barbette (II.). Als jüngerer Sohn trat er in den geistlichen Stand, war von 1271 bis 1273 Kanzler von Frankreich und wurde 1274 nach einer geschickten Intrige Erzbischof von Reims. 1286 krönte er Philipp IV. zum König von Frankreich.
1297 war er einer der Unterhändler, die Philipp IV. nach Rom schickte, um die Sache des Königs gegen England und Flandern zu verteidigen. Hier kümmerte er sich auch um die Heiligsprechung von Ludwig IX., die im gleichen Jahr noch ausgesprochen wurde.